# Бралін (гміна)
Гміна Бралін (пол. Gmina Bralin) — сільська гміна у північно-західній Польщі. Належить до Кемпінського повіту Великопольського воєводства.
Станом на 31 грудня 2011 у гміні проживало 5951 особа.

## Територія
Згідно з даними за 2007 рік площа гміни становила 85.16 км², у тому числі:
- орні землі: 74.00%
- ліси: 17.00%

Таким чином, площа гміни становить 14.00% площі повіту.

## Населення
Станом на 31 грудня 2011:
| Опис     | Загалом | Загалом | Чоловіки | Чоловіки | Жінки | Жінки |
| -------- | ------- | ------- | -------- | -------- | ----- | ----- |
| одиниця  | осіб    | %       | осіб     | %        | осіб  | %     |
| все      | 5951    | 100     | 3014     | 50.65    | 2937  | 49.35 |
| міське   | 0       | 100     | 0        |          | 0     |       |
| сільське | 5951    | 100     | 3014     | 50.65    | 2937  | 49.35 |

## Сусідні гміни
Гміна Бралін межує з такими гмінами: Баранув, Кемпно, Кобиля Ґура, Пежув, Рихталь.